# Максимилианеум
Максимилианеумът (на немски: Maximilianeum) е дворцова постройка в Мюнхен, построена като седалище на фондация за надарени деца, а от 1949 година помещава Баварския ландтаг (местния парламент на Свободната държава Бавария).
Принципал на зданието е бил крал Максимилиан II Йозеф, който поставя началото на проекта през 1857 година. Главен архитект е бил Фридрих Бюрклайн.
Сградата е разположена на десния бряг на река Изар пред „Максимилиансбрюке“ (Моста на Максимилиан) и бележи източния край на „Максимилианщрасе“, един от кралските булеварди, ограден от неоготически палати, повлияни от английската готическа архитектура.
Поради проблеми със статиката на конструкцията, Максимилианеумът бил завършен едва през 1874 година, а фасадата му, която оригинално била планирана също в неоготически стил, трябвало да бъде променена в ренесансов стил под влиянието на Готфрид Земпер. Фасадата била украсена с арки, колони, мозайки и ниши, в които били поставени бюст-паметници.
В задната си част сградата е разширявана с пространства за нови парламентарни офиси, и няколко модерни крила са достроени през 1958, 1964, 1992 и 2012 година.